# Sergente maggiore aiutante
Quella di sergente maggiore aiutante è la qualifica apicale attribuita al militare col grado di sergente maggiore capo del ruolo sergenti dell'Esercito e dell'Aeronautica Militare (secondo capo aiutante per la Marina Militare). 
Essa fu istituita con la denominazione di sergente maggiore capo qualifica speciale a seguito del riordino dei ruoli e delle carriere (decreto legislativo 29 maggio 2017, n.94
«Disposizioni in materia di riordino dei ruoli e delle carriere del personale delle Forze armate, ai sensi dell'articolo 1, comma 5, secondo periodo, della legge 31 dicembre 2012, n. 244»). 
L’attuale denominazione di sergente maggiore aiutante è stata introdotta con la legge 5 agosto 2022, n. 119, entrata in vigore il 28 agosto successivo.

## Descrizione
I militari con la qualifica di sergente maggiore aiutante hanno rango preminente sui militari con il grado di sergente maggiore capo. Può essere attribuita ai militari con il grado di sergente maggiore capo dopo 6 anni di permanenza nel grado. La qualifica è equivalente al codice di grado NATO OR-7.
Il riordino delle carriere relativo ai ruoli dei graduati di truppa, dei sergenti e brigadieri e dei marescialli ha stabilito un nuovo sistema di avanzamento che, oltre a premiare il merito, ha uniformato il trattamento del personale all'interno del comparto Difesa e sicurezza. Nell'Arma dei Carabinieri e nella Guardia di Finanza la denominazione della qualifica è brigadiere capo qualifica speciale.
Le insegne di grado per la qualifica apicale, del ruolo dei sergenti (delle Forze Armate) e del ruolo dei sovrintendenti (dell'Arma dei carabinieri e del Corpo della guardia di finanza), sono caratterizzate dall'aggiunta di una stelletta a cinque punte rispetto a quelli in uso per il grado apicale di sergente maggiore capo (e corrispondenti). 
Il distintivo di grado del sergente maggiore aiutante per l'Esercito è costituito da un gallone dorato e due galloncini divisi da due filetti neri e sopra di essi una stella d'oro e alla base una barretta dorata. Per l'Aeronautica Militare è rappresentato da un gallone dorato grande sormontante due galloni dorati piccoli sovrapposti e sopra di essi una stella d'oro. Alla base è posta una barretta orizzontale dorata tratteggiata di blu.

## Corrispondenze
| Stato servizio                                                             | Esercito Italiano          | Marina Militare       | Aeronautica Militare       | Carabinieri                        |
| -------------------------------------------------------------------------- | -------------------------- | --------------------- | -------------------------- | ---------------------------------- |
| durante il corso di formazione                                             | allievo sergente           |                       |                            | allievo sovrintendente             |
| al termine del corso di formazione                                         | sergente                   | sergente              | sergente                   | vicebrigadiere                     |
| dopo 4 anni nel grado inferiore                                            | sergente maggiore          | secondo capo          | sergente maggiore          | brigadiere                         |
| dopo 5 anni nel grado inferiore                                            | sergente maggiore capo     | secondo capo scelto   | sergente maggiore capo     | brigadiere capo                    |
| Dopo 3/4/5/6 anni nel grado precedente (in base all'anzianità da sergente) | sergente maggiore aiutante | secondo capo aiutante | sergente maggiore aiutante | brigadiere capo qualifica speciale |

### Riferimenti normativi
- Decreto legislativo 15 marzo 2010, n. 66, in materia di "Codice dell'ordinamento militare" aggiornato.
- Decreto del presidente della Repubblica 15 marzo 2010, n. 90, in materia di "Testo unico delle disposizioni regolamentari in materia di ordinamento militare" aggiornato.

### Testi
- Riccardo Busetto, Il dizionario militare: dizionario enciclopedico del lessico militare, Bologna, Zanichelli, 2004, ISBN 978-88-08-08937-3.